# Werner Kratsch
Werner Kratsch (* 16. September 1912 in Neustadt bei Coburg; † 22. Mai 1993 in Tübingen) war ein deutscher Bibliothekar.

## Leben
Werner Kratsch studierte Theologie, Soziologie und Philosophie und promovierte 1939 an der Universität Leipzig, das Staatsexamen für den höheren Schuldienst hatte er dort 1936 abgeschlossen. 1937 trat er als Volontär in den Dienst der Universitätsbibliothek Leipzig ein und absolvierte an der Preußischen Staatsbibliothek in Berlin als Bibliotheksreferendar von 1938 bis 1939 die Ausbildung für den höheren Bibliotheksdienst. Anschließend war er dort weiterhin als Bibliothekar tätig. Nach einer Berufstätigkeit im Buchhandel (1949 bis 1953) trat er 1953 in den Dienst der Universitätsbibliothek Tübingen ein, die er dann von 1969 bis 1977 als Stellvertreter des Direktors leitete.
Kratsch beschäftigte sich u. a. mit dem Fernleihverkehr der deutschen Bibliotheken.

## Schriften
- Die Stellungnahme der christlichen Kirchen zum deutschen Geburtenrückgang von 1900–1933. Nieft, Bleicherode a. Harz 1939 (Dissertation Universität Leipzig).
- Die Büchersammlungen der Coburger Herzöge und ihre Entwicklung zu einer öffentlichen Bibliothek. Ein Beitrag zur Geschichte der Coburger Landesbibliothek. In: Jahrbuch der Coburger Landesstiftung, Bd. 4 (1959), S. 135–160.
- Theologie [Gutachten]. In: Elmar Mittler (Red.): Gesamtplan für das wissenschaftliche Bibliothekswesen. Arbeitsgruppe Bibliotheksplan Baden-Württemberg. Bd. 1: Universitäten. Verlag Dokumentation, Pullach 1973, S. 627–657, ISBN 3-7940-3042-7.
- Größenordnung und Arbeitsinstrumentarium [der Universitätsbibliothek Tübingen]. In: Attempto, Bd. 51/52 (1974), S. 29–36.
- Bekannt als Feuerreiter. Die Geschichte der Tübinger Korporationen. In: Tübinger Blätter, Bd. 64 (1977), S. 26–32.
- (Hrsg.): Das Verbindungswesen in Tübingen. Eine Dokumentation im Jahre des Universitätsjubiläums 1977. 3. Aufl. Kratsch, Tübingen 1978.
- Vereinheitlichung der regionalen Zentralkataloge (= DBI-Materialien, Bd. 5). Deutsches Bibliotheksinstitut, Berlin 1981, ISBN 3-87068-805-X.
- (Hrsg., zus. mit Bernhard Sinogowitz): Die Ordnung des Leihverkehrs in der Bundesrepublik Deutschland. Text und Kommentar der Leihverkehrsordnung von 1979 mit erläuternden Beiträgen (= Zeitschrift für Bibliothekswesen und Bibliographie, Sonderhefte, Bd. 35). Klostermann, Frankfurt/M. 1982, ISBN 3-465-01515-0.
- Untersuchung zur Struktur des Leihverkehrs der deutschen Bibliotheken (= DBI-Materialien, Bd. 27). Deutsches Bibliotheksinstitut, Berlin 1983, ISBN 3-87068-827-0.